# NGC 2150
NGC 2150 is een balkspiraalstelsel in het sterrenbeeld Goudvis. Het hemelobject werd op 9 februari 1836 ontdekt door de Britse astronoom John Herschel.

## Synoniemen
- ESO 57-55
- IRAS05562-6933
- PGC 18097